# Élections constituantes de 1946 dans le Var
Les élections constituantes françaises de 1946 se tiennent le 2 juin. Ce sont les deuxièmes élections constituantes, après le rejet du projet de Constitution française du 19 avril 1946 lors du référendum du 5 mai.

## Mode de scrutin
L'assemblée constituante est composée de 586 sièges pourvus au scrutin proportionnel plurinominal suivant la règle de la plus forte moyenne dans chaque département, sans panachage ni vote préférentiel.
Dans le département du Var, cinq députés sont à élire.

## Élus
| Député sortant | Parti | Parti | Député élu ou réélu | Parti | Parti |
| -------------- | ----- | ----- | ------------------- | ----- | ----- |
| Jean Bartolini |       | PCF   | Jean Bartolini      |       | PCF   |
| Michel Zunino  |       | PCF   | Michel Zunino       |       | PCF   |
| Franck Arnal   |       | SFIO  | Franck Arnal        |       | SFIO  |
| Jean Charlot   |       | SFIO  | Jean Charlot        |       | SFIO  |
| Jean Labrosse  |       | MRP   | Jean Labrosse       |       | MRP   |

## Résultats

### Résultats à l'échelle du département
| Parti    | Parti                                          | Tête de liste    | Résultats | Résultats | Sièges |  |
| Parti    | Parti                                          | Tête de liste    | Voix      | %         |        |  |
| -------- | ---------------------------------------------- | ---------------- | --------- | --------- | ------ |  |
|          | Parti communiste français                      | Jean Bartolini   | 59 647    | 36,87     | 2      |  |
|          | Section française de l'Internationale ouvrière | Franck Arnal     | 51 093    | 31,58     | 2      |  |
|          | Mouvement républicain populaire                | Jean Labrosse    | 36 493    | 22,56     | 1      |  |
|          | Parti républicain de la liberté                | Germaine Mentha  | 5 425     | 3,35      | -      |  |
|          | Rassemblement des gauches républicaines        | Victor Peytral   | 4 853     | 3,00      | -      |  |
|          | Union gaulliste                                | Jules Hamel      | 3 834     | 2,37      | -      |  |
|          | Résistance                                     | Frédéric Fortoul | 549       | 0,34      | -      |  |
|          |                                                |                  |           |           |        |  |
| Inscrits | Inscrits                                       | Inscrits         | 218 263   | 100,00    | 5      |  |
| Votants  | Votants                                        | Votants          | 165 324   | 75,29     |        |  |
| Exprimés | Exprimés                                       | Exprimés         | 161 794   | 98,46     |        |  |